# Старо Коњарево
Старо Коњарево (мкд. Старо Коњарево) је насеље у Северној Македонији, у крајње југоисточном делу државе. Старо Коњарево је у саставу општине Ново Село.

## Географија
Старо Коњарево је смештено у крајње југоисточном делу Северне Македоније, на државној тромеђи са Грчком и Бугарском. Од најближег града, Струмице, насеље је удаљено 30 km источно.
Насеље Старо Коњарево се налази у историјској области Струмица. Насеље је положено на југоисточном ободу Струмичког поља, на месту где се оно издиже у прва брда, која ка југу прелазе у планину Беласицу. Надморска висина насеља је приближно 360 метара. 
Месна клима је блажи облик континенталне због близине Егејског мора (жарка лета).

## Становништво
Старо Коњарево је према последњем попису из 2002. године имало 611 становника. По попису из 1991. године, село је имало 900 житеља. Смањивање је везано за исељавање становништва у западноевропске земље.
Већинско становништво у насељу су етнички Македонци (100%).
Већинска вероисповест месног становништва је православље.